# Vito Tongiani
Vito Tongiani (* 29. März 1940 in Matteria) ist ein italienischer Bildhauer und Maler.

## Leben
Vito Tongiani wurde am 29. März 1940 in Matteria, heute ein Ortsteil der Gemeinde Hrpelje-Kozina, in der ehemaligen italienischen Provinz Fiume geboren. Seine Eltern stammten aus der toskanischen Provinz Massa-Carrara, hatten sich jedoch vor dem Zweiten Weltkrieg in Istrien niedergelassen. Im Jahr 1940 zog die Familie zurück nach Massa und kurze Zeit später in die ligurische Stadt Rapallo, wo Tongiani aufwuchs und bis zum 20. Lebensjahr seine Jugend verbrachte. Später, als schaffender Künstler, lebte und arbeitete Tongiani in Paris, Turin, Massa und Marrakesch. Seit vielen Jahren hat er seinen festen Wohnsitz in Camaiore. Dennoch verbringt er seit 2010 vor allem während des Winterhalbjahres regelmäßig einige Monate in Marokko, wo er sich vorrangig der Malerei widmet. International bekannt wurde Tongiani insbesondere durch von ihm geschaffene und im öffentlichen Raum aufgestellte Skulpturen italienischer und internationaler Persönlichkeiten sowie durch die Gestaltung von Brunnen. 
Die wohl bekannteste Statue Tongianis ist das Denkmal Giacomo Puccinis in der Stadt Lucca auf der Piazza Cittadella vor dem Geburtshaus des Komponisten. Seit der Aufstellung der Statue im Jahr 1994 setzt sich Vito Tongiani immer wieder für eine Umbenennung der Piazza Cittadella in „Piazza Puccini“ ein, so zuletzt im Herbst 2019 anlässlich eines Festaktes zur Aufstellung der Puccini-Statue 25 Jahre zuvor. Bislang blieb Tongianis Ansinnen jedoch ohne Erfolg.

## Werke (Auswahl)

Das von Tongiani erschaffene Puccini-Denkmal auf der Piazza Cittadella in der Stadt Lucca

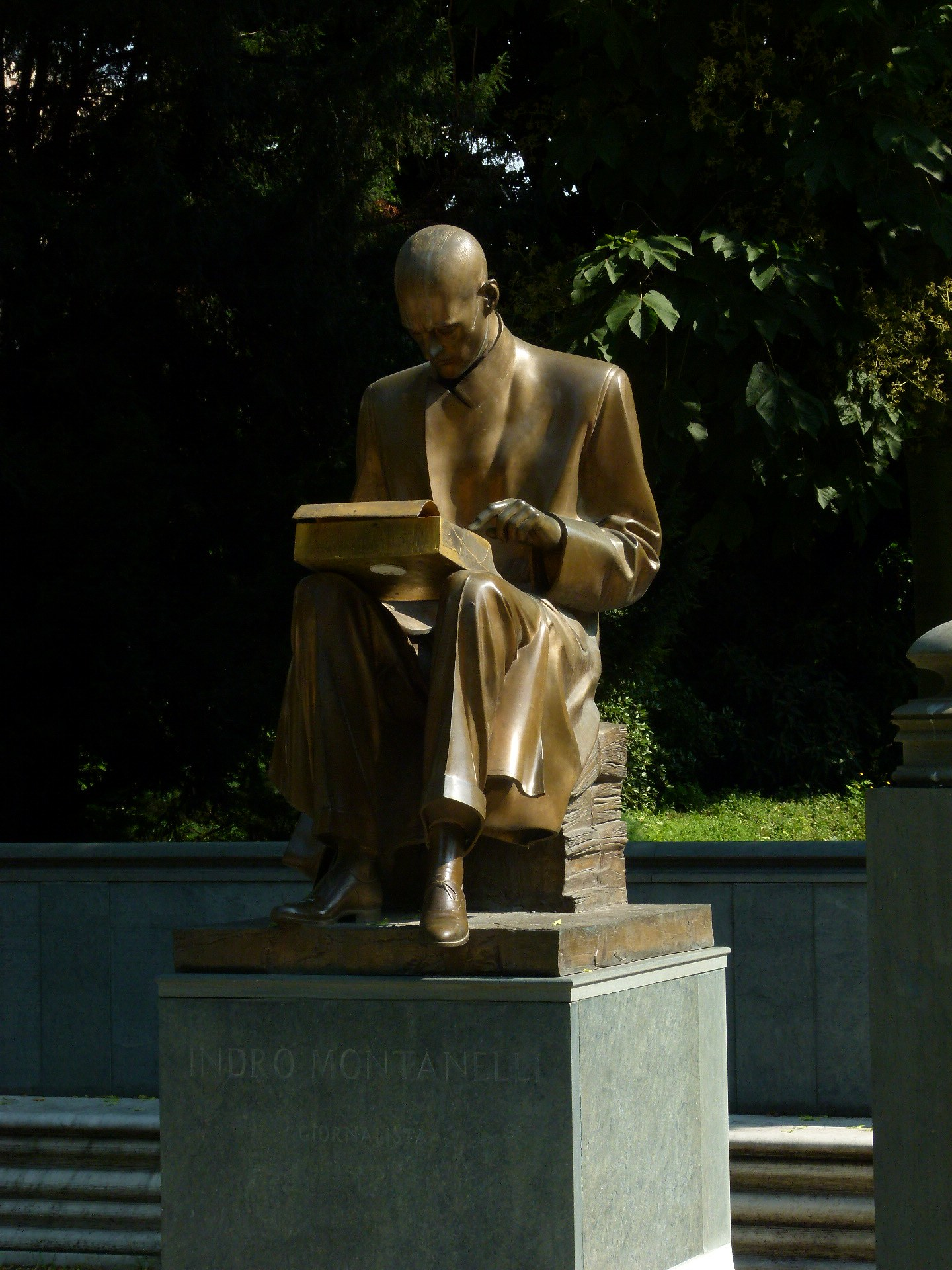
Statue Indro Montanellis in Mailand geschaffen von Vito Tongiani

### Statuen
- 1989–1994: Jean Borotra, Jacques Brugnon, Henri Cochet, René Lacoste und Suzanne Lenglen in Paris für die Fédération Française de Tennis am Stade Roland Garros[8]
- 1994: Giacomo Puccini in Lucca
- 2005: Indro Montanelli in Mailand[9]
- 2013: Steno Marcegaglia in Gazoldo degli Ippoliti

### Brunnen
- 1986–1987: Brunnen des Place du Marché in Nîmes mit dem „Crocodile de Nîmes“ in Zusammenarbeit mit Martial Raysse
- 2004: Brunnen "Il trionfo di afrodite" in Massa

### Denkmäler
- 2004: Mahnmal am Ausgangspunkt der Gotenstellung bei Montignoso; eingeweiht im September 2004 durch den italienischen Staatspräsidenten Carlo Azeglio Ciampi

## Ausstellungen (Auswahl)
- 1973: Ausstellung “Fiorino” in Florenz
- 1976: Teilnahme mit der Gruppe “Nouvelle subjectivitè” beim “Festival d’Automne” in Paris
- 1979: Palais des Beaux-Arts de Bruxelles
- 1981: Teilnahme an der “Biennale di Scultura di Carrara”
- 1982: Biennale di Venezia im internationalen Pavillon.
- 1993: Einladung zur Ausstellung “Artisiti Italiani per l’Europa” im Musée de la Cour d’Or in Metz
- 1993: Ausstellung “De Chirico e le conseguenze postmetafisiche” in Paris beim Auktionshaus Artcurial
- 1996: Teilnahme an der Ausstellung “Die Kraft der Bilder - Realismus der Gegenwart” im Martin-Gropius-Bau in Berlin
- 1996: Teilnahme an der Ausstellung “Italienische Malerei von 1960 bis 1980” im Nationalen Kunstmuseum der Stadt Osaka
- 1999: Teilnahme an der Quadriennale di Roma
- 2016/2017: Doppelausstellung “MOGADOR” in Torre del Lago und Essaouira[10]
- 2019: Ausstellung “Lo sguardo celibe. L'elogio del visibile o dell'arte senza pretesto” zusammen mit Giuseppe Bergomi und Ivan Theimer in Pietrasanta

## Ehrungen und Auszeichnungen
- 1974: Preis “Sperticano” in Bologna
- 2019: “Premio Obelisco” der Stadt Massa[11]